# Nawaf Al-Temyat
Nawaf Al-Temyat (in arabo  نواف التمياط‎?; Riyad, 28 giugno 1976) è un ex calciatore saudita, di ruolo centrocampista.

## Carriera
Nel 2000 fu eletto Calciatore asiatico dell'anno e Calciatore saudita dell'anno. Per via di una serie di gravi infortuni ha giocato pochissimo dal 2001 al 2004, partecipando però ai mondiali 2002.

## Palmarès

### Club

#### Competizioni nazionali
- Campionato saudita: 4

Al-Hilal: 1996, 1998, 2005, 2008
- Coppa del Principe Faysal bin Fahd:

Al-Hilal: 1993, 1996, 2000, 2005, 2006
- Coppa del Fondatore saudita: 1

Al-Hilal: 2000

#### Competizioni internazionali
- AFC Champions League: 1

Al-Hilal: 1999-2000
- Coppa delle Coppe dell'AFC: 1

Al-Hilal: 1996-1997
- Supercoppa d'Asia: 2

Al-Hilal: 1997, 2000
- Coppa dei Campioni araba per club: 2

Al-Hilal: 1995, 1996
- Coppa delle Coppe araba: 1

Al-Hilal: 2000
- Supercoppa araba: 1

Al-Hilal: 2001